# NGC 3861
NGC 3861 est une vaste galaxie spirale située dans la constellation du Lion. NGC 3861 a été découverte par l'astronome britannique John Herschel en 1827.

## Caractéristiques
La classe de luminosité de NGC 3861 est II et elle présente une large raie HI. Selon la base de données Simbad, NGC 3861 est une galaxie LINER, c'est-à-dire une galaxie dont le noyau présente un spectre d'émission caractérisé par de larges raies d'atomes faiblement ionisés.

### Distance
Sa vitesse par rapport au fond diffus cosmologique est de 5 412 ± 23 km/s, ce qui correspond à une distance de Hubble de 79,8 ± 5,6 Mpc (∼260 millions d'al).
À ce jour, 17 mesures non basées sur le décalage vers le rouge (redshift) donnent une distance de 85,441 ± 14,182 Mpc (∼279 millions d'al), ce qui est à l'intérieur des valeurs de la distance de Hubble. Notons cependant que c'est avec la valeur moyenne des mesures indépendantes, lorsqu'elles existent, que la base de données NASA/IPAC calcule le diamètre d'une galaxie et qu'en conséquence le diamètre de NGC 3861 pourrait être d'environ 64,4 kpc (∼210 000 al) si on utilisait la distance de Hubble pour le calculer.

## Paire optique de galaxies
NGC 3861 semble former une paire de galaxies en interaction sur l'image de l'étude SDSS avec la galaxie PGC 36610, aussi désignée comme NGC 3861B. Ce n'est cependant pas le cas, car la distance de NGC 3861B est de 92,7 ± 6,5 Mpc (∼302 millions d'al). NGC 3681B est donc assez éloignée de NGC 3861.

## Supernova
La supernova SN 2014aa a été découverte dans NGC 3861 le 7 mars par Ron Arbour. Cette supernova était de type Ia.

## Groupe de NGC 3861
Selon un article publié par A.M. Garcia en 1993, NGC 3861 fait partie du groupe de NGC 3861. Ce groupe de galaxies contient au moins 13 galaxies dont NGC 3816, NGC 3821, NGC 3845, NGC 3859, NGC 3860, NGC 3873 et NGC 3886.
Note importante : dans l'article de Garcia NGC 3860 et NGC 3861 sont respectivement désignés UGC 6718 et UGC 6724, ce qui porte vraiment à confusion.
Un article publié en 1998 par Abraham Mahtessian mentionne aussi un groupe de cinq galaxies qui font partie du groupe de NGC 3861. Ce sont les galaxies NGC 3816, NGC 3821, NGC 3861, NGC 3873 et NGC 3886. Les galaxies NGC 3845, NGC 3859 et NGC 3860 n'apparaissent pas dans la liste de Mahtessian.
Note : la galaxie NGC 3860 (UGC 6718 dans la liste de Garcia) se retrouve dans un autre groupe décrit par Abraham Mahtessian, le groupe de NGC 3842. Ces deux groupes sont dans la même région du ciel et à des distances différentes de la Voie lactée, une moyenne de 102,3 ± 4,4 Mpc (∼334 millions d'al) pour le groupe de NGC 3842, en excluant NGC 3860, et de 87,1 ± 4,6 Mpc (∼284 millions d'al) pour le groupe de NGC 3861. La galaxie NGC 3860 est à 87,6 Mpc et donc elle appartient définitivement au groupe de NGC 3861 et non à celui de NGC 3842.

## Amas du Lion
Les galaxies du groupe de NGC 3861 font partie de l'amas du Lion (Abell 1367).